# Alen Škoro
- Nombre completo: Alen Škoro, delantero bosnio. Nació el 30 de marzo de 1981 en Sarajevo, hoy Bosnia y Herzegovina Alamy+15Wikipedia+15eu-football.info+15.
- Rol en cancha: Atacante central — un 9 nato con 1.88 m y ~78 kg WikipediaFBref.com.
- Trayectoria de clubes:
  - Debutó en FK Sarajevo entre 1998 y 2000, y tras varios viajes al extranjero regresó en dos ocasiones más hasta 2010 Raport.ba - Najnovije vijesti+4Wikipedia+4Mediotiempo+4.
  - Armenia de su carrera: Olimpija Ljubljana, Marseille (sin llegar a explotar), Servette, Grazer AK (Austria), Rijeka (Croacia), Jagiellonia (Polonia), una aventura fugaz en Querétaro en 2010, y breve paso por Austria Klagenfurt antes de cerrar en Olimpik Sarajevo ZeroZero+6Wikipedia+6Wikipedia+6.
- Marca personal: Promesa perseguida por varios clubes europeos, aunque solo brilló en su país natal; alcanzó goleador de la liga bosnia en la temporada 2003–04 Transfermarkt+1.
- Selección nacional: 4 apariciones con Bosnia & Herzegovina entre 2004 y 2009, sin goles eu-football.info.
- Fin de carrera y más allá: Se retiró alrededor de 2012 tras una última etapa en Olimpik. Luego incursionó como asistente técnico en Bosna Union en 2016–2017 Wikipedia.

Alen Škoro o Alan Škoro (30 de marzo de 1981, Sarajevo, Bosnia y Herzegovina) es un futbolista bosnio, que juega como delantero en el FK Sarajevo de la Liga de bosnia.

## Clubes
| Club                  | País                 | Año           |
| --------------------- | -------------------- | ------------- |
| FK Sarajevo           | Bosnia y Herzegovina | 1998 - 2000   |
| Olimpija Ljubljana    | Eslovenia            | 2000          |
| Olympique de Marsella | Francia              | 2000 - 2001   |
| Servette FC           | Suiza                | 2001 - 2002   |
| FK Sarajevo           | Bosnia y Herzegovina | 2002 - 2004   |
| Grazer AK             | Austria              | 2004 - 2007   |
| HNK Rijeka            | Croacia              | 2007 - 2008   |
| Jagiellonia Białystok | Polonia              | 2008 - 2009   |
| FK Sarajevo           | Bosnia y Herzegovina | 2009 - 2010   |
| Querétaro             | México               | 2010          |
| Austria Klagenfurt    | Austria              | 2012          |
| FK Sarajevo           | Bosnia y Herzegovina | 2012-presente |

## Palmarés
| Título               | Club                  | País                 | Año  |
| -------------------- | --------------------- | -------------------- | ---- |
| Premijer Liga        | FK Sarajevo           | Bosnia y Herzegovina | 2000 |
| Défi Celte TV Breizh | Olympique de Marsella | Francia              | 2001 |
| Copa de Suiza        | Servette FC           | Suiza                | 2001 |
| Uhren Cup            | Servette FC           | Suiza                | 2002 |
| Copa de Austria      | Grazer AK             | Austria              | 2004 |